# La Nouaille
La Nouaille – miejscowość i gmina we Francji, w regionie Nowa Akwitania, w departamencie Creuse.
Według danych na rok 1990 gminę zamieszkiwały 264 osoby, a gęstość zaludnienia wynosiła 5 osób/km² (wśród 747 gmin Limousin La Nouaille plasuje się na 381. miejscu pod względem liczby ludności, natomiast pod względem powierzchni na miejscu 26.).